# Islanders de San Andrés
Islanders de San Andrés fue un club de baloncesto colombiano de la Isla de San Andrés, departamento de San Andrés y Providencia. Jugaba en el Baloncesto Profesional Colombiano. Su sede para los partidos como local era el Coliseo de San Luis.